# Aricia birulae
Aricia birulae är en ringmaskart som beskrevs av Idelson in Uschakov 1931. Aricia birulae ingår i släktet Aricia och familjen Orbiniidae. Inga underarter finns listade i Catalogue of Life.